# Julio Ramos
Julio Alfredo Ramos (Buenos Aires; 4 de febrero de 1935 – Buenos Aires; 19 de noviembre de 2006) fue un periodista y empresario argentino.
Conocido por su fuerte personalidad, fue firme defensor de la libertad de empresa y se mostró contrario al ejercicio de tendencias monopolísticas, en especial con relación al Grupo Clarín. Se lo ha categorizado afín al peronismo, a la antiizquierda y al liberalismo obrero, en contraste con el liberalismo más oligárquico representado por Álvaro Alsogaray. Como dueño y director, dio su impronta característica al diario Ámbito Financiero —especializado en economía y finanzas—, y presentó la política enfocada desde el ángulo del mundo de los negocios y la trastienda del poder.

## Biografía
Nació el 4 de febrero de 1935 en el barrio porteño de Floresta, en el hogar de un modesto empleado de las tiendas “La Reina” que murió a los pocos meses. Su madre —enfermera de profesión— enfermó de tuberculosis a la vez que Julio de asma, y viajó con él a Unquillo, Córdoba, donde lo criaría una anciana vinculada a la familia. Diez años después su madre lo volvería a buscar. De muy modestos orígenes, Ramos, cuando se convirtió en millonario, se ufanaba de tener 10 baños en su mansión, porque de niño se tenía que “limpiar el culo entre los pastos”.
En 1945, cuando su madre regresa a Buenos Aires, comenzó sus estudios. Se esmeró, rindió materias libres, y finalizó la escuela con la edad que debía. Cursó los mismos en el Colegio Salvador y en el Nacional 1 “Bernardino Rivadavia”. Estudió en la Escuela Superior de Periodismo.
Se inició en la prensa en Noticias Gráficas en 1954. Entre los años 1956 y 1958, se desempeñó en la revista Histonium. Entre 1958 y 1965 trabajó en el Diario Clarín, donde ingresó como administrativo y luego pasaría a ser cronista. De este diario sería después un fuerte crítico y le atribuiría tendencias monopolísticas. 
Entre 1965 y 1972 fue redactor de la agencia United Press International (UPI). En 1972 se doctoró en Economía en la Universidad de Buenos Aires. Entre 1972 y 1973, redactor del diario Mayoría, afín al Partido Justicialista.
Entre 1974 y 1977 fue redactor del diario La Opinión, de Jacobo Timerman, donde dirigió el suplemento económico y de finanzas. Esa experiencia lo llevó a sospechar que hacía falta una publicación que hiciera de la actividad económica su eje.
En diciembre de 1976, la reforma financiera que impulsaba el ministro de economía José Alfredo Martínez de Hoz permitió la libre fijación de las tasas de interés por unos 400 bancos en un contexto de inflación y competencia, y dio origen a una gran avidez de los ahorristas por tener información fehaciente sobre colocaciones y plazos. 
El 9 de diciembre de 1976 se publicó la primera edición de su propio diario. Ramos interpretó el fenómeno y creó, con otros colegas, Ámbito Financiero. Eran Leopoldo Melo y Boris Voyedka, de La Prensa y Osvaldo Granados de Clarín. Pronto Ramos pasó a ocupar todo el espacio y Ámbito Financiero, que el primer día vendió 600 ejemplares, llegó a identificarse con su persona, con sus ideas y hasta con sus estados de ánimo, palpables en los títulos de tapa, en comentarios editoriales, firmados o no, y en el filoso análisis que hacía de las columnas de otros medios. Escribió en la revista El Porteño. Elba, su mujer, cumplía en los primeros tramos la función de vicepresidente del directorio. El despegue se produjo, no obstante, durante el gobierno de Raúl Alfonsín. El diario adelantó los pormenores del secretísimo Plan Austral.
En 1985 se presentó como candidato a diputado por la provincia de Buenos Aires, por una fuerza centrista que promovía figuras extrapartidarias.
Entre 1986 y 1988 fue director de la Sociedad Interamericana de Prensa (SIP). 
En el verano de 1986/1987 fallecieron dos de sus hijos. En 1987 el Gran Jurado de los Premios Konex le otorgó el "Konex de Platino" por su actuación periodística.
En el año 2000 ingresó en Ámbito Financiero el Grupo Ávila, con un 20% del total del paquete accionario (del cual Carlos Ávila tiene el 40% y el resto, en partes iguales, Francisco de Narváez y la dupla Daniel Vila – José Luis Manzano). Según sus propias palabras, Julio Ramos retenía el 61%. 
Murió el 19 de noviembre de 2006 en el Instituto Argentino de Diagnóstico, afectado por una leucemia. Sus restos descansan en el cementerio Los Cipreses, ubicado en el Partido de San Isidro, en la Zona Norte del Gran Buenos Aires. Es el mismo lugar donde reposan sus hijos Gabriel y Darío, quienes habían fallecido casi dos décadas antes.

## Semblanza
Le gustaba decir que como Héctor Ricardo García —director de Crónica— y Jacobo Timerman —director de La Opinión—, era un periodista que había forjado un diario nuevo, no recibido por herencia como una empresa en marcha. Y rescataba el hecho de ser periodista y economista. 
Impulsó ediciones en otras ciudades del interior de Argentina y diarios conectados con Ámbito Financiero como La Mañana del Sur, que se distribuye en las provincias de Río Negro y Neuquén, y La Mañana de Córdoba, de los cuales luego se desprendió. 
Amigo de embarcarse personalmente en campañas de distinta naturaleza, en los últimos años de su vida defendió al cura Julio César Grassi, titular de la Fundación Felices los Niños (acusado de abusos sexuales contra menores) a quien consideraba víctima de una hipotética operación política, judicial y mediática. su diario supo captar la gran adhesión a la candidatura de Carlos Saúl Menem que se registraba en el conurbano bonaerense, cuando la opinión pública apostaba por Antonio Cafiero en las elecciones internas del Partido Justicialista de 1988.  Él optaba por el empresariado y especialmente el sector financiero. Aunque no buscaba halagarlos; también era capaz de criticar a sus referentes. Tampoco temía enfrentar a quienes se titulan progresistas y enrostrarles sus contradicciones, o a quienes hacen gala de exaltar la democracia negando su pasado terrorista. 
Ámbito Financiero sorprendió muchas veces a sus lectores. Como cuando anticipó en detalle el lanzamiento del Plan Austral, que el gobierno de Raúl Alfonsín iba a anunciar al día siguiente, y el Pacto de Olivos, que permitió la reelección de Carlos Menem. Frente al gobierno de Néstor Kirchner mantuvo una línea independiente, en el que alternó críticas con elogios.

## Vida personal y familiar - La tragedia de Parque Leloir
Estuvo casado dos veces. La primera con Elba Thomas, con la que tuvo tres hijos, Gabriel, Claudio y Darío. En los años 1980 su situación personal había cambiado. Había comprado autos para sus hijos. La mansión de Parque Leloir en la que vivían estaba dotada de todos los detalles de seguridad y 
confort.
El 29 de diciembre de 1986, Darío, el menor, bromeaba con su novia en la piscina. De pronto, desde el borde, Gabriel, de 26 años, vio espantado que su hermano se retorcía como electrocutado. Se zambulló para rescatarlo y lo logró. No pudo salvar a la chica. Él tampoco alcanzó a salir. Ramos se llevó a la familia a Punta del Este. Al terminar el verano de 1987, el 14 de marzo, saliendo a las 5 de la mañana de una discoteca de Moreno, Darío, de 19 años, manejando su Renault 12 chocó con un camión. Habían pasado apenas 71 días de la tragedia de Parque Leloir. Demasiadas desgracias para una sola familia. El matrimonio de 25 años de Julio Ramos no resistió el sufrimiento. El periodista contó: 

"Me curé solito, sin ir al psiquiatra. Me curé el día en que me di cuenta de que estaba a punto de volverme loco, en el cementerio, junto a la tumba de mis hijos, con un grabador de periodista y un casete con una hermosa canción brasileña, que era la que más les gustaba a mis hijos. Entonces apagué el grabador, me vi de afuera y me dije: ¿Qué hago poniendo música a mis hijos muertos?"

 Claudio, el sobreviviente, se exorcizó con la producción de un film fallido, La pluma del ángel, en el que narró con escaso disimulo lo ocurrido. 
Ramos recibió la ayuda de sus amigos, entre ellos del periodista Luis Beldi, que en octubre de 1988 le alegraron la existencia con una comida a la que estaba invitada la Miss Mundo 1978, Silvana Suárez. Se casaron el 27 de diciembre. Poco después nacía Julia y al año siguiente, Silvana volvía a tener un varón al que llamaron Augusto.
Se divorciaron en 1999, en medio de un escándalo que Ramos ventiló en las páginas de su diario. Durante la internación antes de su muerte, habría expresado su deseo de volver a casarse con la mujer que lo había acompañado en los últimos años, Diana Jure, una abogada a la que incluyó en su testamento.

## Sus últimos días
En lo que muchos interpretaron como una despedida, Ramos escribió desde su lugar de internación un largo artículo que la revista Noticias publicó en su edición de la segunda semana de noviembre de 2006. A continuación, se cita un fragmento:

"El hallazgo grande de Ámbito Financiero no fue Julio Ramos sino que soy periodista y economista. Estimo que lo supe administrar sin bohemias de prensa y manejé la redacción hasta formar profesionales de vuelo. Eso hay que asegurarlo en un medio porque fue y es su esencia, siempre"
Julio Ramos

Ramos había hecho público en los últimos días que se encontraba negociando el traspaso de su diario, Ámbito Financiero —que el 9 de diciembre de 2006 cumplió 30 años en el mercado—, a una sociedad inversora encabezada por el español Antonio Mata, ex hombre fuerte de Aerolíneas Argentinas, y por Carlos Ávila, fundador y ex presidente de Torneos y Competencias.

## Libros publicados
Ramos escribió varios libros: Los cerrojos a la prensa (1993); El periodismo atrasado (1996) y Los hijos del sueño (poema obrero) (1997). Estaba concluyendo a paso forzado un cuarto libro cuando falleció.